# Progenitor narcisista
Un progenitor narcisista es un padre o madre afectado por el narcisismo o el trastorno de personalidad narcisista donde dicha psicopatología o trastorno termina afectando a la forma en la que interactúa y eventualmente cría a sus hijos. Los progenitores típicamente narcisistas actúan de manera posesiva sobre sus hijos y pueden ser especialmente envidiosos de la independencia cada vez mayor de sus hijos.
A la vista de esta dependencia, cuando el hijo se marcha, el progenitor narcisista puede experimentar cierta "sensación de vacío, como si el niño le hubiera servido como una importante fuente de autoestima". El resultado de este proceso durante la cría se traduce en que el hijo recibe una tutela enfocada en convertirse en un "accesorio narcisista", de tal forma que, en la relación con los progenitores narcisistas, el niño existe solamente para mantener o mejorar la imagen y el beneficio de los padres. Frecuentemente los progenitores narcisistas son personas que han sido educadas a su vez por progenitores narcisistas, que a su vez también entendían la relación familiar principalmente en términos de beneficios o cargas para su imagen narcisista de sí mismos, ejerciendo un abuso semejante sobre ellos.

## Características
El narcisismo tiende, aunque no necesariamente, a repetirse intergeneracionalmente, de tal forma que [a falta de otras fuentes de educación que tengan mayor efecto en el desarrollo del niño] los padres narcisistas inculcan su misma filosofía y producen hijos narcisistas. Mientras que los padres "suficientemente buenos" son lo suficientemente seguros de sí mismos como para permitir el desarrollo de la autonomía del niño, los padres patológicamente narcisistas pueden, en cambio, usar al niño como un medio para su propia glorificación. Por ejemplo, el padre con carencias de empatía y "non-mirroring", que está preocupado por su propia automejora e insiste en ser mirado e imitado como ejemplo de perfección, puede llegar a criar a un hijo que comienza a verse a sí mismo como un 'títere' de su padre; y el niño aprende desde temprano en la vida a poner las necesidades emocionales de otras personas por delante de las propias.
Para mantener su autoestima y proteger su vulnerabilidad, los padres narcisistas exigen cierto comportamiento de sus hijos, porque ven a los hijos como extensiones de sí mismos y necesitan de los niños para que los representen en el mundo en formas que satisfagan sus necesidades emocionales. Por lo tanto, los padres narcisistas suelen hablar de "mantener la imagen de la familia", o "hacer que mamá o papá estén orgullosos" como medio para reprochar a sus hijos el que éstos expongan sus limitaciones, afirmando que "no cumplen con lo que se espera de ellos". Como resultado, los hijos de los narcisistas se hacen más fuertes y aprenden a "hacer su parte", la cual también comprende la del narcisismo de sus padres; así como soportar grandes exigencias, pues se espera de ellos que "cumplan con su habilidad especial", especialmente en público. En extensión, los hijos de los narcisistas no suelen tener muchos recuerdos de haberse sentido amados o apreciados por ser ellos mismos, sino más bien asocian su experiencia de amor y agradecimiento conforme a las exigencias de los padres narcisistas.
Estos rasgos llevan a los padres excesivamente narcisistas a ser muy intrusivos en algunos aspectos, y totalmente descuidados en otras facetas del desarrollo del niño. Los niños son castigados de manera improcedente si no responden adecuadamente a las necesidades de los padres, y este castigo puede tomar una variedad de formas, incluyendo abuso físico, arranques de ira, intentos de inculcar culpa, abandono emocional, y crítica indiscriminada. Cualquiera que sea la forma que adopte, el propósito del castigo es para hacer cumplir con las necesidades de los padres narcisistas. Por ejemplo, un padre narcisista  que pertenece a un cuerpo militar, exige a su hijo, que siempre había sido el hijo predilecto, entrar a la profesión; y cuando el hijo elige otra carrera, el padre lo rechaza y menosprecia.
Vaknin consideró que "el padre narcisista se refiere a su hijo como una fuente multifacética de suministro narcisista... convirtiéndolo en una extensión del narcisista".